# The Bootleg Series Vol. 10 - Another Self Portrait 1969-1971
| Recensione          | Giudizio |
| ------------------- | -------- |
| AllMusic            |          |
| American Songwriter |          |
| Consequence         |          |
| Guitar World        | Positivo |
| Pitchfork           | [ 1 ]    |
| Rolling Stone       |          |

The Bootleg Series Vol. 10 – Another Self Portrait (1969–1971) è un album compilation di registrazioni inedite, nastri demo, e versioni alternative di materiale proveniente dagli album di Bob Dylan Nashville Skyline (1969), Self Portrait (1970) e New Morning (1970), pubblicato il 27 agosto 2013 dalla Columbia Records.

## Descrizione
Il cofanetto è il decimo volume della serie dei bootleg ufficiali di Dylan immessi sul mercato, con il benestare del musicista, dalla Columbia Records, e prende in esame un periodo particolarmente criticato della carriera del cantautore di Duluth, il periodo 1969-71, quando Dylan venne accusato di aver rinnegato il suo passato per darsi al country pop più commerciale.
La copertina del disco è un nuovo disegno appositamente eseguito da Dylan parafrasando la copertina dell'originale Self Portrait (che aveva anch'esso un suo ritratto in copertina dipinto da lui). Le note interne sono opera del critico musicale Greil Marcus, che scrisse la famigerata recensione originale di Self Portrait apparsa sulla rivista Rolling Stone nel '70, che stroncando l'album di Dylan senza pietà conteneva la domanda: «What is this shit?» ("Cos'è 'sta merda?"). È inoltre incluso un esteso saggio opera del giornalista Michael Simmons. Infine completano il tutto una serie di fotografie d'epoca scattate da John Cohen ed Al Clayton.

### Edizioni
The Bootleg Series Vol. 10 – Another Self Portrait (1969–1971) è stato messo in commercio in diverse versioni: come standard doppio CD, ed in versione deluxe box set a quattro dischi che include, per la prima volta in assoluto, l'esibizione completa di Bob Dylan & The Band al Festival dell'isola di Wight, domenica 31 agosto 1969. Inoltre, l'edizione deluxe contiene anche una versione nuovamente rimasterizzata dell'album Self Portrait. La versione in vinile di The Bootleg Series Vol. 10 – Another Self Portrait (1969–1971) include le 35 tracce del CD su tre LP più un esteso booklet ricco di foto.

## Tracce
- Tutti i brani sono opera di Bob Dylan eccetto dove diversamente indicato.

### Disco 1
1. Went to See the Gypsy – 2:29 – (versione alternativa, New Morning, 3/3/70)
2. Little Sadie (Traditional) – 2:02 – (senza sovraincisioni, Self Portrait, 3/3/70)
3. Pretty Saro (Traditional) – 2:16 – (inedita, Self Portrait, 3/3/70)
4. Alberta #3 (Traditional) – 2:37 – (versione alternativa, Self Portrait, 3/5/70)
5. Spanish is the Loving Tongue – 3:51 (Charles Badger Clark) – (inedita, New Morning, 3/3/70)
6. Annie's Going to Sing Her Song – 2:22 (Tom Paxton) – (inedita, Self Portrait, 3/4/70)
7. Time Passes Slowly #1 – 2:18 – (versione alternativa, New Morning, 5/1/70)
8. Only a Hobo – 3:25 – (inedita, Bob Dylan's Greatest Hits Vol. II, 9/1/71)
9. Minstrel Boy – 1:39 – (inedita, The Basement Tapes, c. 1967)
10. I Threw It All Away – 2:25 – (alternate version, Nashville Skyline, 2/16/69)
11. Railroad Bill (Traditional) – 2:44 – (inedita, Self Portrait, 3/4/70)
12. Thirsty Boots – 4:06 (Eric Andersen) – (inedita, Self Portrait, 3/4/70)
13. This Evening So Soon (Traditional) – 4:49 – (inedita, Self Portrait, 3/4/70)
14. These Hands – 3:43 (Eddie Noack) – (inedita, Self Portrait, 3/3/70)
15. In Search of Little Sadie (Traditional) – 2:26 – (senza sovraincisioni, Self Portrait, 3/4/70)
16. House Carpenter (Traditional) – 5:59 – (inedita, Self Portrait, 3/4/70)
17. All the Tired Horses – 1:15 – (senza sovraincisioni, Self Portrait, 3/5/70)

### Disco 2
1. If Not for You – 2:29 – (versione alternativa, New Morning, 6/2/70)
2. Wallflower – 2:18 – (versione alternativa, 11/4/71)
3. Wigwam – 3:10 – (senza sovraincisioni, Self Portrait, 3/4/70)
4. Days of '49 (Traditional) – 5:13 – (senza sovraincisioni, Self Portrait, 3/4/70)
5. Working on a Guru – 3:43 – (inedita, New Morning, 5/1/70)
6. Country Pie – 1:27 – (versione alternativa, Nashville Skyline, 2/14/69)
7. I'll Be Your Baby Tonight – 3:31 – (Live at the Isle of Wight Festival, 8/31/69)
8. Highway 61 Revisited – 3:39 – (Live at the Isle of Wight Festival, 8/31/69)
9. Copper Kettle – 3:35 (Albert Frank Beddoe) – (senza sovraincisioni, Self Portrait, 3/3/70)
10. Bring Me a Little Water (Traditional) – 3:58 – (inedito, New Morning, 6/4/70)
11. Sign on the Window – 3:51 – (con sovraincisioni orchestrali, New Morning, 6/5/70)
12. Tattle O'Day (Traditional) – 3:49 – (inedita, Self Portrait, 3/4/70)
13. If Dogs Run Free – 4:10 – (versione alternativa, New Morning, 6/5/70)
14. New Morning – 4:04 – (con sezione fiati sovraincisa, New Morning, 6/4/70)
15. Went to See the Gypsy – 3:33 – (versione alternativa, New Morning, 6/5/70)
16. Belle Isle (Traditional) – 2:35 – (senza sovraincisioni, Self Portrait, 3/3/70)
17. Time Passes Slowly #2 – 3:02 – (versione alternativa #2, New Morning, 6/2/70)
18. When I Paint My Masterpiece – 3:53 – (versione demo, 3/19/71)

### Disco 3
1. Intro – 0:40 – (Live at the Isle of Wight Festival, 8/31/69)
2. She Belongs to Me – 3:01 – (Live at the Isle of Wight Festival, 8/31/69)
3. I Threw It All Away – 3:07 – (Live at the Isle of Wight Festival, 8/31/69)
4. Maggie's Farm – 4:00 – (Live at the Isle of Wight Festival, 8/31/69)
5. Wild Mountain Thyme (Traditional) – 2:51 – (Live at the Isle of Wight Festival, 8/31/69)
6. It Ain't Me Babe – 3:09 – (Live at the Isle of Wight Festival, 8/31/69)
7. To Ramona – 2:25 – (Live at the Isle of Wight Festival, 8/31/69)
8. Mr. Tambourine Man – 3:08 – (Live at the Isle of Wight Festival, 8/31/69)
9. I Dreamed I Saw St. Augustine – 3:32 – (Live at the Isle of Wight Festival, 8/31/69)
10. Lay Lady Lay – 3:54 – (Live at the Isle of Wight Festival, 8/31/69)
11. Highway 61 Revisited – 3:47 – (Live at the Isle of Wight Festival, 8/31/69)
12. One Too Many Mornings – 2:38 – (Live at the Isle of Wight Festival, 8/31/69)
13. I Pity the Poor Immigrant – 3:47 – (Live at the Isle of Wight Festival, 8/31/69)
14. Like a Rolling Stone – 5:25 – (Live at the Isle of Wight Festival, 8/31/69)
15. I'll Be Your Baby Tonight – 3:30 – (Live at the Isle of Wight Festival, 8/31/69)
16. Quinn the Eskimo (The Mighty Quinn) – 2:49 – (Live at the Isle of Wight Festival, 8/31/69)
17. Minstrel Boy – 3:48 – (Live at the Isle of Wight Festival, 8/31/69)
18. Rainy Day Women#12 & 35 – 3:17 – (Live at the Isle of Wight Festival, 8/31/69)

### Disco 4
1. All the Tired Horses – 3:12
2. Alberta #1 (Traditional) – 2:57
3. I Forgot More Than You'll Ever Know – 2:23 (Cecil Allen Null)
4. Days of '49 – 5:27 (Alan Lomax, John Lomax, Frank Warner)
5. Early Mornin' Rain – 3:34 (Gordon Lightfoot)
6. In Search of Little Sadie (Traditional) – 2:28
7. Let It Be Me – 3:00 (Gilbert Bécaud, Mann Curtis, Pierre Delanoë)
8. Little Sadie (Traditional) – 2:00
9. Woogie Boogie – 2:06
10. Belle Isle (Traditional) – 2:30
11. Living the Blues – 2:42
12. Like a Rolling Stone – 5:18
13. Copper Kettle – 3:34 (Albert Frank Beddoe)
14. Gotta Travel On – 3:08 (Paul Clayton, Larry Ehrlich, David Lazar, Tom Six)
15. Blue Moon – 2:29 (Richard Rodgers, Lorenz Hart)
16. The Boxer – 2:48 (Paul Simon)
17. The Mighty Quinn (Quinn the Eskimo) – 2:48
18. Take Me as I Am (Or Let Me Go) – 3:03 (Boudleaux Bryant)
19. Take a Message to Mary – 2:46 (Felice and Boudleaux Bryant)
20. It Hurts Me Too – 3:15
21. Minstrel Boy – 3:33
22. She Belongs to Me – 2:44
23. Wigwam – 3:09
24. Alberta #2 (Traditional) – 3:12

## Formazione
Musicisti
- Bob Dylan – chitarra, armonica a bocca, piano, pianoforte elettrico, voce
- Norman Blake – chitarra
- David Bromberg – dobro, chitarra
- Kenny Buttrey – batteria
- Ron Cornelius – chitarra
- Charlie Daniels – basso, chitarra
- Rick Danko – basso, voce
- Peter Drake – steel guitar
- Hilda Harris – cori sottofondo
- George Harrison – chitarra, voce
- Levon Helm – batteria, voce
- Kelton Herston – chitarra
- Garth Hudson – tastiere
- Ben Keith – steel guitar
- Al Kooper – organo, piano
- Russ Kunkel – batteria
- Richard Manuel – piano, voce
- Charlie McCoy – basso
- Robbie Robertson – chitarra
- Albertine Robinson – cori sottofondo
- Alvin Rogers – batteria
- Maeretha Stewart – cori sottofondo
- Happy Traum – banjo, cori sottofondo
- Bob Wilson – piano
- Stu Woods – basso

Produzione
- Bob Johnston – produttore
- Al Kooper – arrangiamento fiati, missaggi, produzione, arrangiamento archi
- Bob Dylan – arrangiamento, copertina
- Steve Addabo – missaggio
- Steve Berkowitz – missaggio
- Greg Calbi – masterizzazione
- Charles Calello – arrangiamento fiati, arrangiamento archi
- Matt Cavaluzzo – trasferimento nastri
- Josh Cheuse – fotografie
- Al Clayton – fotografie
- John Cohen – fotografie
- Geoff Gans – direzione artistica, design
- Callie Gladman – collaboratore produzione
- Patrice Habans – fotografie
- April Hayes – collaboratore produzione
- Magne Karlstad – ricerche
- Glenn Korman – ricerche
- Elliot Landy – fotografie
- Diane Lapsonv – collaboratore produzione
- Bryan Lasley – design
- Greg Linn – product manager
- Greil Marcus – note interne
- Paris Match – fotografie
- David Redfern – fotografie
- Dave Roberts – missaggio
- Jeff Rosen – compilazione
- Oddbjorn Saltnes – ricerche
- Will Schwartz – collaboratore produzione
- Michael Simmons – note interne
- Debbie Sweeney – collaboratore produzione